# Burgfreiheit
Als Burgfreiheit (auch Schlossfreiheit) wird ein von den Mauern einer Burganlage umschlossener Wohnbezirk bezeichnet. 

## Geschichte
Die Bürger dieses Bezirks genossen bestimmte Selbstverwaltungsrechte und eventuell auch das Marktrecht; später folgte oftmals das Stadtrecht. Bis in das 18. Jahrhundert blieb die Burgfreiheit eine Rechtsform von Ansiedlungen oder Einzelgebäuden in der Nähe von Residenzen. In den entsprechenden Bezirken wohnten überwiegend Hofbedienstete und Adlige. Sie ist vergleichbar mit dem heutigen Status von Botschaften oder Internationalen Organisationen.

## Rechte und Freiheiten
Die Burgfreiheiten lagen außerhalb der Zuständigkeit von Stadtrat oder Bürgermeister und unterstanden damit nicht der städtischen Verwaltung, Polizei und Gerichtsbarkeit, sondern dem Hofgericht.
Mit ihren häuslichen Anliegen (zum Beispiel Baugenehmigungen und Straßeninstandsetzung) konnten sich die Bewohner direkt an den Landesherrn beziehungsweise den von ihm beauftragten Beamten wenden und mussten nicht bei einem bürgerlichen Gemeinderat vorstellig werden. Steuern und Abgaben waren anders geregelt oder entfielen völlig. Inhaber des Burglehens besaßen....das Privileg, von allen städtischen Lasten und Abgaben befreit zu sein. Wer sich innerhalb der Burgfreiheit niederlassen wollte, bedurfte der Erlaubnis des Landesherrn.

## Vorkommen (Auswahl)
Burgfreiheiten gab es unter anderem in Königsberg, Raesfeld und Blankenstein.